# Thilo Sarrazin
Thilo Sarrazin (Gera, 12 febbraio 1945) è un economista tedesco.
È noto anche come saggista ed uomo politico (ha fatto parte sino al 2009 dell'SPD). Sarrazin ha cominciato la sua ascesa politica come assessore all'economia (Finanzsenator) di Berlino, ruolo ricoperto da gennaio 2002 sino ad aprile 2009. È successivamente divenuto membro esecutivo della Deutsche Bundesbank sino alla fine di settembre 2010. Ruolo che ha abbandonato in seguito alle polemiche scaturite dalla pubblicazione del suo saggio Deutschland schafft sich ab (La Germania si abolisce). Il libro, controverso e provocatorio, contiene tesi genetiche in relazione a politiche sociali in tema di immigrazione.

## Origini
Sarrazin è nato a Gera in Germania da padre medico ed ha conseguito la maturità in lettere classiche nel 1965. Dopo aver assolto agli obblighi di leva ha proseguito la sua carriera scolastica presso l'Università di Bonn specializzandosi in Economia e commercio, conseguendo il diploma di laurea nel 1971. Da novembre 1973 sino a dicembre 1974 ha lavorato presso la Fondazione Friedrich-Ebert, periodo a cui risalgono anche le sue prime esperienze come attivista dell'SPD.
Nel 1975 Sarrazin comincia a lavorare per il Bundesministerium der Finanzen (Ministero federale della finanza), ruolo abbandonato nel 1978 per divenire capo ufficio del Ministero del lavoro e degli affari sociali. Nel 1981 Sarrazin torna a far parte del Ministero federale della finanza dove collabora con il Ministro Hans Matthöfer e quindi con il suo successore Manfred Lahnstein
Anche dopo la caduta della coalizione liberal-socialista nell'ottobre 1982 Sarrazin continua a far parte del Ministero delle finanze come direttore di diverse unità, tra cui (dal 1989 al 1990) le "Innerdeutsche Beziehungen," destinata a preparare il terreno per l'unità economica tedesca.

## Deutsche Bahn
Tra la primavera 2000 e il dicembre 2001 Sarrazin ha lavorato per la Deutsche Bahn, la compagnia ferroviaria nazionale tedesca, come membro del consiglio della DB Netz, responsabile della pianificazione e degli investimenti.
Sarrazin viene considerato come uno degli sviluppatori chiave del modello di azionariato popolare (Volksaktienmodells) adottato dalle Deutsche Bahn, che attraverso l'uso di Azioni privilegiate tende a limitare il ruolo degli investitori privati. In seguito al suo licenziamento dal consiglio della DB Netz vi è stata una disputa legale e Sarrazin ha continuato a ricevere il proprio salario anche durante il periodo in cui i dettagli della separazione dall'azienda venivano perfezionati. Secondo Hartmut Mehdorn Sarrazin avrebbe rotto gli accordi che lo legavano alla DB, dedicandosi ad attività secondarie, non ammesse all'interno del suo contratto. La Deutsche Bahn ha dunque terminato il contratto senza preavviso, azione contro la quale Sarrazin ha ricorso legalmente. Il caso è stato tuttavia archiviato dalla corte federale.

## Finanzsenator di Berlino
Sarrazin è stato designato dal senato di Berlino come assessore alla finanza nel gennaio 2002 nella giunta dell'allora sindaco Klaus Wowereit. Ha seguito una politica basata sul risparmio e sull'accurato tracciamento di ogni spesa pubblica.
Durante la congiuntura positiva del 2007 la sua amministrazione ha portato, per la prima volta nella storia, il land di Berlino a chiudere il proprio bilancio con un utile di 80 Milioni di Euro.
Nel 2009 Sarrazin ha polemizzato sul sussidio statale per disoccupati (Hartz IV) asserendo che: "Primo, coloro che ricevono l'Hartz IV stanno più spesso in casa; secondo, che loro la casa piace ben riscaldata; e che, terzo, molti di questi regolano la temperatura aprendo e chiudendo la finestra," sottolineando il fatto che in Germania i disoccupati non pagano l'affitto e il riscaldamento della propria casa. Sarrazin ha inoltre criticato l'aumento delle pensioni definendolo come un'"azione completamente insensata", consigliando invece che il governo di preparare i cittadini anziani a un "lento declino verso il livello di sussistenza".

## Membro della Deutsche Bundesbank
Il 30 aprile 2009 Sarrazin ha lasciato la sua carica all'interno della giunta comunale di Berlino (Senat) accettando la posizione di membro del consiglio della Deutsche Bundesbank. Dal 1º maggio sino al settembre 2010 ha collaborato con la Bundesbank in tema di sviluppo tecnologico e di monitorazione e revisione del rischio. Il 2 settembre 2010 è stato sollevato da alcune delle sue responsabilità, una mossa con cui gli altri membri del consiglio di amministrazione tendevano a rimuoverlo da ruoli esecutivi. Questa decisione è stata presa in seguito a una serie di dichiarazioni controverse fatte da Sarrazin. La decisione sulla legittimità di questa scelta sarebbe dovuta essere presa dal Presidente tedesco Christian Wulff nel settembre 2010. Il 9 settembre 2010 Sarrazin ha anticipato l'esito della discussione chiedendo al presidente di sollevarlo dalle sue mansioni all'interno della Deutsche Bundesbank.

## Deutschland schafft sich ab
Il 30 agosto 2010 viene distribuito in Germania il saggio Deutschland schafft sich ab, destinato a scatenare molte discussioni. La visione di Sarrazin circa gli effetti combinati di arresto demografico, crescita dei ceti medio-bassi e la preponderante immigrazione da paesi islamici ha trovato una vasta eco polemica nei media tedeschi.